# نورثولد
نورثولد (به انگلیسی: Northwold) یک روستا و محله مدنی در بریتانیا است که در King's Lynn and West Norfolk واقع شده‌است. نورثولد ۱۹٫۷۲ کیلومتر مربع مساحت و ۱٬۰۸۵ نفر جمعیت دارد.